# 叶修梓
叶修梓，江西人，计算机专家、教授，研究方向为计算机辅助设计等。任中华人民共和国教育部第四批"长江学者"特聘教授，早年曾就读于柏林工业大学、在麻省理工学院从事博士后研究。